# ژائو جینگ (شناگر)
ژائو جینگ (انگلیسی: Zhao Jing) (زاده ۳۱ دسامبر ۱۹۹۰) شناگر اهل کشور چین است.
از افتخارات وی میتوان به کسب مدال برنز شنا ماده ۴ × ۱۰۰ متر مختلط امدادی در بازی‌های المپیک تابستانی ۲۰۰۸ اشاره کرد.